# Condado de Artésia
Condado de Artésia, (em francês:  comté d'Artois; em neerlandês:  graafschap Artesië) foi um condado carolíngio estabelecido na Frância Ocidental. Artésia foi posteriormente uma província francesa. Seu território possuía uma área de cerca de 4 000 km² e uma população de cerca de 1 milhão de habitantes. Suas principais cidades são Arras, Calais, Bolonha-sobre-o-Mar, Saint-Omer, Lens e Béthune.

## Localização
Artésia ocupava o interior do departamento francês de Pas-de-Calais, a parte ocidental do que constituía o antigo Boulonnais. Ocupava a ponta ocidental do campo de carvão que se estende através do departamento vizinho do Nord e através da Bélgica.

## História

Bandeira de Artésia

Nos tempos romanos, Artésia situava-se nas províncias romanas da Gália Belga e da Germânia Inferior e era habitada por tribos célticas, até que povos germânicos os substituíram e puseram fim ao domínio romano.
O condado foi criado pelos condes Odorico e Ecfrido de Artésia, logo incorporado ao Condado de Flandres, primeiro por Balduíno II da Flandres, por volta de 898, e depois por Arnulfo I. Um novo principado territorial foi criado pela divisão do condado Flandres como um dote dado por Filipe I da Flandres para sua sobrinha, Isabel de Hainaut, quando ela se casou com o rei Filipe II da França.
O Tratado de Guînes, em 1212, deu Aire-sur-la-Lys, Saint-Omer e Guînes a Filipe II. O resto do condado foi adquirido pela Coroa Francesa depois da derrota flamenga na Batalha de Bouvines, em 1214, e pelo Tratado de Melun, em 1226. Artésia então se tornou um apanágio de Roberto I de Artésia, filho do rei Luís VIII da França.
Depois da morte do conde Roberto II na Batalha das Esporas Douradas, em 1302, começou uma disputa de sucessão entre a filha de Roberto, Matilde, e o sobrinho dela, Roberto III, representando o direito de seu pai, Filipe, morto na Batalha de Veurne, em 1298. A disputa foi resolvida em favor de Matilde.
Com a morte de Matilde, em 1329, Artésia foi passado para sua filha com Otão IV, conde da Borgonha, Joana da Borgonha. Viúva de Filipe V da França, Joana deixou Artésia para sua filha mais velha, sua homônima (esposa de Odo IV, duque da Borgonha), quando morreu, em 1369.
Ao morrer o neto Joana e de Odo, Filipe I, em 1361, Artésia passou para a segunda filha de Joana I, Margarida, e, depois da morte dela, para seu filho Luís II de Flandres. A filha de Luís, Margarida III, casou com Filipe, o Bravo, em 1369.
Com a morte de Luís II, em 1384, Artésia tornou-se parte do vasto e complexo território da Borgonha. Conquistado por Luís XI da França e estabelecido como senescalado, depois oficialmente cedido ao rei pelo Tratado de Arras, em 1482, passou para os Habsburgos em Tratado de Senlis, em 1493. O condado voltou para o governo francês no Tratado dos Pireneus, em 1659, e se tornou um condado titular no pariato da França; o mais notável desses pares foi o futuro Carlos X da França.
Originalmente um condado feudal autônomo, Artésia foi anexado pelo condado de Flandres. Passou para a França em 1180 como dote de uma princesa flamenga e foi novamente transformado num condado separado (Condado de Artésia) em 1237 para um neto daquela princesa. Embora herança, Artésia caiu sob o domínio dos duques da Borgonha em 1384. Com a morte do quarto duque, Carlos, Duque da Borgonha, Artésia tornou-se uma possessão dos Habsburgos, e tornou-se parte do patrimônio dos Habsburgos da Espanha. Como resultado de uma guerra, tornou-se uma província francesa em 1659.
Artésia experimentou um rápido crescimento industrial durante a segunda metade do século XIX, abastecido por suas ricas reservas de carvão. Durante a Primeira Guerra Mundial, a linha de frente entre os exércitos adversários alemão e britânico na França passava através da província, resultando em enormes danos físicos. Nas décadas recentes Artésia tem sofrido junto com regiões similares por causa do declínio da indústria do carvão.